# Trinchante (oficio)

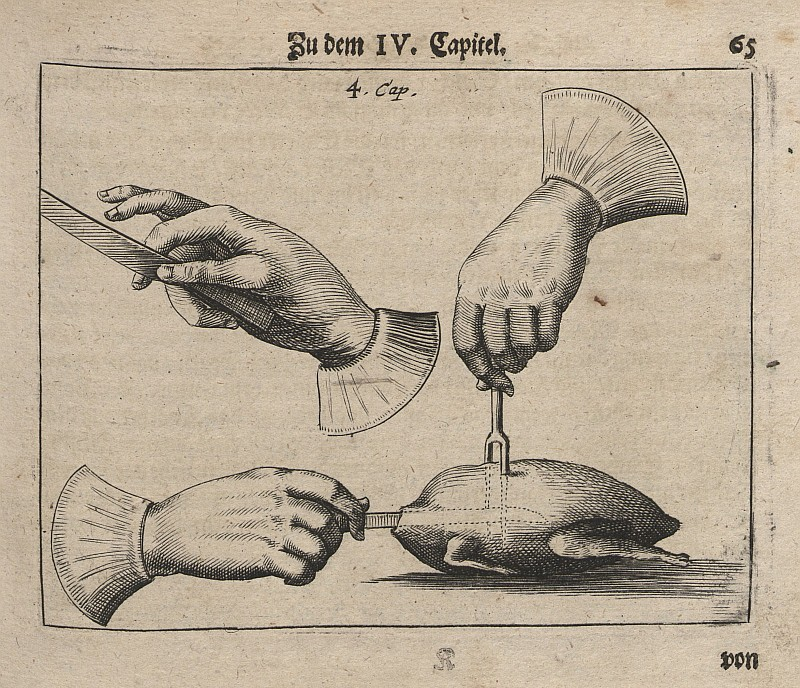
Acciones del trinchante

El trinchante o escudero trinchante era un sirviente de palacio que se dedicaba a trinchar la carne.

## Funciones
Las funciones del escudero trinchante no tenían ninguna relación con las del mayordomo pues éste desempeña el cargo de intendente de una casa grande. El escudero trinchante, se llamaba con razón repostero, en Italia, scalco, en Alemania borschneider, en Inglaterra, carver, en Francia, écuyer tranchant y en España, escudero trinchante. Sus funciones estaban limitadas a trinchar todas las piezas que comparecían en la mesa susceptibles de ser destazadas, a la composición de los detalles de todas las comidas que se hacen en la casa, a la distribución del servicio de la mesa y a la confección de los postres.
Un verdadero escudero trinchante debía conocer perfectamente el arte de la cocina y del servicio a fin de que, estando encargado de la dirección de los detalles, pudiera arreglar una comida cualquiera en todo tiempo y en todas las estaciones sin recurrir al cocinero y aun reemplazar a este último en caso necesario. Tenía que estar igualmente instruido de todas las producciones que la naturaleza hacía nacer en cada estación y aprovechar el momento en que cada alimento se hallaba en su mayor grado de hermosura y vigor para servirlo a la mesa.
Se estimaba necesario que el trinchante fuera de una talla mediana, ni demasiado alto ni bajo. Si fuese demasiado alto, teniendo que trinchar sobre una mesa de mediana altura, ejecutando sus funciones, se vería obligado a encorvarse de modo que no podría evitar inclinar la cabeza sobre la mesa. Por lo demás, los hombres de alta estatura se mantienen mal en pie en el ejercicio de sus funciones. Generalmente, se encorvan y cuando presentan los platos se cargan sobre los convidados y por consiguiente, incomodan el servicio. Este oficio, consecuentemente debía ser ejercido por un hombre de estatura ordinaria reuniendo todos los conocimientos requeridos. Se consideraba necesario que el trinchador tuviera siempre las manos bien blancas y exentas de rugosidades.
El trinchante presentaba los detalles de cada comida al mayordomo quien estimaba si podían convenir o no, añadir o suprimir, en fin, discutir artículo por artículo todos los platos que entraban en una comida. Luego que esta última quedaba aprobada por el mayordomo, el escudero trinchante lo encargaba al cocinero para ejecutarlo.